# Nhóm ngôn ngữ Hạ Franken
Nhóm ngôn ngữ Hạ Franken (tiếng Hà Lan: Nederfrankisch; tiếng Đức: Niederfränkisch; tiếng Pháp: Bas Francique) là một nhóm ngôn ngữ thuộc chi ngôn ngữ German phía Tây được nói ở Hà Lan, miền bắc Bỉ (Flanders), ở vùng Nord của Pháp, ở miền tây nước Đức (Hạ Rhine), cũng như ở Suriname, Nam Phi và Namibia, có nguồn gốc từ tiếng Franken. 
Tiếng Franken còn gọi là "tiếng Franken cổ", là ngôn ngữ của người Francia. Nó là một ngôn ngữ Đức Tây được sử dụng trong thời Meroving, trước thế kỷ thứ 7. Austrasia tạo nên phần đông bắc của Vương quốc Meroving Frank (Francia), bao gồm một phần lãnh thổ của miền tây nước Đức ngày nay, miền đông và miền bắc nước Pháp, Luxembourg, Bỉ và Hà Lan. Người Frank lần đầu xuất hiện ở Hà Lan và Flanders trước khi họ bắt đầu chiến đấu xuống phía nam và phía đông. Ngôn ngữ này có tác động đáng kể đến tiếng Pháp cổ. Nó phát triển thành tiếng Hà Lan cổ ở phía bắc và từng bước bị thay thế bởi ngôn ngữ Oïl ở phía nam.

## Lịch sử
Tiếng Hạ Franken cổ là một nhóm phương ngữ được nói ở các quốc gia vùng Hạ. Nó là một ngôn ngữ con của tiếng Franken cổ.
Tiếng Hạ Franken cổ đôi khi được chia thành hai nhóm, tiếng Hà Lan cổ (cũng là tiếng Hạ Franken Tây cổ) và tiếng Hạ Franken Đông cổ. Bởi vì hai nhóm rất giống nhau nên thường rất khó xác định liệu nó là chữ viết là tiếng Hà Lan cổ hay tiếng Hạ Franken Đông cổ, hầu hết các nhà ngôn ngữ học thường đánh đồng tiếng Hà Lan cổ với tiếng Hạ Franken cổ và suốt thời gian dài không phân biệt chúng.
Bất kể sự khác biệt trong cách giải thích này, tiếng Hạ Franken Đông cuối cùng đã bị "hấp thụ" vào tiếng Hà Lan khi nó trở thành dạng chiếm ưu thế của Hạ Franken, mặc dù nó vẫn giữ lại một lớp nền nổi bật trong tiếng Limburg.

## Nhóm ngôn ngữ Hạ Franken hiện đại
Ngôn ngữ chuẩn Hà Lan, chủ yếu dựa trên phương ngữ Flemish, Brabantia và Holland, đã có ảnh hưởng đáng kể đến phương ngữ Tây Frisia và phương ngữ Hạ Saxon Hà Lan được nói ở Hà Lan, cũng như phương ngữ Đông Frisia tại Đức; đến hiệu quả của việc tạo ra sự can thiệp đáng kể vào chất nền trong các phương ngữ này.
Khu vực ngôn ngữ Hạ Franken lục địa hiện đại đang giảm kích thước. Flanders Pháp ngày càng có nhiều người nói tiếng Pháp trong suốt thế kỷ qua. Vùng thủ đô Bruxelles song ngữ chính thức nhưng chủ yếu là tiếng Pháp. Ở Đức, ngôn ngữ Franken chỉ tồn tại dạng phương ngữ Meuse-Rhine.